# آدام بوبیک
آدام بوبیک (لهستانی: Adam Bobik؛ زادهٔ ۱۸ نوامبر ۱۹۸۸) بازیگر اهل لهستان است.
از فیلم‌ها یا مجموعه‌های تلویزیونی که وی در آن‌ها نقش داشته‌است، می‌توان به قانون حقیقی، در خوشی و سختی، فرابنفش، مرز، کمیسر آلکس، تاج پادشاهان، سلطان، همه دوستان من مرده‌اند، ردپا و سیاره مجرد اشاره نمود.